# Oderbruch
Oderbruch er et indlandsdelta i Landkreis Märkisch-Oderland i den tyske delstat Brandenburg ved grænsen til Polen . Her deler floden Oder sig i flere forgreninger.

## Geografi
Området er omtrent 60 km lang samt 12 til 20 km bred og strækker fra byen Lebus i sydøst til byerne Oderberg og Bad Freienwalde i nordvest. Oders næststørste biflod er Warta, der munder ud ca. 10 km inde i Oderbruch. Frem til 1700-tallet blev området kendetegnet af flere oversvømmelser per år og ofte blev flodernes beliggenhed ændret. I denne tid var befolkningen hovedsagelig beskæftiget med fiskeri.

## Historie
I Frederik 2. af Preussens regeringstid blev store dele af Oderbruch tørlagt og floden Oder fik ved hjælp digebyggerier en mere direkte strækning. Derefter hvervedes personer som skulle bosætte sig i regionen. Den nye befolkning kom hovedsagelig fra regioner uden for Preussen, som Mecklenburg, Sachsen, Württemberg, Østrig og Schweiz.
Trods alle nævnte tiltag ramtes Oderbruch i 1785, i 1838, i 1947, 1981/82 1997 og igen i 2010 af større oversvømmelser.

## Bævere
1986 blev den europæiske bæver genindført i Oderbruch ved at flytte 46 individer fra floden Elben. Populationen tiltog stærkt og i 2008 blev 60 bæverhuse med cirka 250 individer.  Hele bestanden værdsættes betydeligt mindre end 500 individer.  Bæverens aktiviteter værdsættes ikke af hele befolkningen for eksempel når dyret laver huller i digerne. For at mindske konflikter oprettedes i 2009 et koordinationsprogram af de lokale myndigheder for vandløb og digebyggerier (Gewässer- und Deichverband Oderbruch).